# Afrika (grafische roman)
Afrika is een stripalbum gemaakt door Hermann (tekeningen) en Yves H (verhaal). Het stripalbum werd uitgebracht in 2007 bij uitgeverij Prestige als Luxe hardcover met een kleine oplage. Het jaar erop bracht uitgeverij Le Lombard het reguliere album Afrika uit als het eerste deel van de collectie Getekend .

## Hoofdpersonen
- Dario Ferrer: gids voor toeristen in een Afrikaans reservaat
- 'Charlotte' : verslaggeefster
- Iseko: zwarte minnares van Dario.

## Verhaal
Verslaggeefster Charlotte arriveert in Afrika om een verslag te maken over stroperij. In het wildreservaat wordt ze rondgeleid door Dario Ferrer, een niet erg spraakzame man met een moeilijk verleden. Ze brengen samen lange dagen door op de savanne, hetgeen Iseko, Dario's metgezelin wantrouwig maakt. Tijdens hun rondreis zijn ze getuige zijn van het bombardement op een rebellenkamp onder het regime door een buitenlandse mogendheid. Ze worden ontdekt en slaan op de vlucht. In hun poging het naburige land te bereiken en de jungle oversteken worden ze achtervolgd door de rebellen. Hun vorderingen gaan moeilijk, vooral voor Charlotte. Ze zullen al het overbodige moeten opgeven. 